# Linha Kammhuber
A Linha Kammhuber foi um nome dado pelos Aliados ao sistema de defesa aérea nocturna montada pelos alemães, em Julho de 1940, concebida pelo Coronel Josef Kammhuber. Esta linha consistia numa série de sectores de controlo equipados com radares, holofotes e caças nocturnos.
No início, esta linha de defesa revelou-se muito eficaz, porém tornou-se obsoleta com uma simples mudança de táctica levada a cabo pelos aliados. Em vez de lançar vários ataques separados, a RAF concentrou toda a sua força para voar por cima de um único sector, o que tornou os restantes sectores inúteis ao mesmo tempo que sobrecarregava a único sector por onde passavam os bombardeiros. Eventualmente, a linha tornou-se numa rede de radares, e mais tarde durante a guerra, os caças nocturnos desenvolveram os seus próprios radares para caçar os bombardeiros aliados.